# Терд Ланарк
Атлетичний клуб «Терд Ланарк» (англ. Third Lanark Athletic Club) — колишній шотландський футбольний клуб із Глазго, що існував у 1872—1967 роках. Виступав у шотландській Прем'єр-лізі та Першому дивізіоні. Домашні матчі приймав на стадіоні «Кескін Парк», місткістю 50 000 глядачів.

## Досягнення
- Прем'єршип
  - Чемпіон: 1903–04
- Шотландська футбольна ліга
  - Чемпіон: 1930–31, 1934–35
  - Срібний призер: 1927—28
- Кубок Шотландії
  - Володар: 1888–89, 1904–05
  - Фіналіст: 1875–76, 1877–78, 1905—06, 1935–36
- Кубок шотландської ліги
  - Фіналіст: 1959—60
- Кубок Глазго
  - Володар: 1903, 1904, 1909, 1963
  - Фіналіст: 1891, 1906, 1907, 1914, 1924, 1938, 1943, 1947, 1948, 1949, 1954, 1958.